# Навырнец
Навырнец (рум. Năvîrneţ, Нэвырнец) — село в Фалештском районе Молдавии. Относится к сёлам, не образующим коммуну.

## География
Село расположено на высоте 62 метров над уровнем моря.

## Население
По данным переписи населения 2004 года, в селе Нэвырнец проживает 2750 человек (1357 мужчин, 1393 женщины).
Этнический состав села:
| Национальность | Число жителей | Процентный состав |
| -------------- | ------------- | ----------------- |
| молдаване      | 2704          | 98.33             |
| румыны         | 19            | 0.69              |
| украинцы       | 17            | 0.62              |
| русские        | 5             | 0.18              |
| гагаузы        | 1             | 0.04              |
| прочие         | 4             | 0.15              |
| Всего          | 2750          | 100%              |